# Universiteit van Marmara
Universiteit van Marmara (Turks: Marmara Üniversitesi) is een openbare universiteit in Turkije, gevestigd in Istanboel. De universiteit van Marmara is erin geslaagd om een van de grotere universiteiten te worden in het land.

## Enkele alumni
- Recep Tayyip Erdoğan, de huidige president van Turkije.
- Gerhard Schröder, voormalig Duits bondskanselier werd bekroond met een eredoctoraat van de universiteit tijdens een speciale ceremonie in Istanboel in mei 2005.
- Necdet Tekin, academicus, lid van het Turkse parlement (1995-2002) en minister van Onderwijs (2002) behaalde zijn PhD aan deze universiteit.
- Kemal Sunal, Turks acteur, vooral bekend van zijn rol in de komediefilms.